# Liste christlicher Gemeinschaften in Schottland

## Evangelische Kirchen

### Reformierte
- United Reformed Church

#### Presbyterianer
- Church of Scotland
- Free Church of Scotland
- Free Church of Scotland (Continuing)
- United Free Church of Scotland
- Free Presbyterian Church of Scotland
- Reformed Presbyterian Church of Scotland
- International Presbyterian Church
- Associated Presbyterian Churches

### Baptisten
- Baptist Union of Scotland

### Methodistische und Wesleyanische Kirchen
- Methodist Church of Great Britain
  - Methodist Church in Scotland
  - Methodist Church in Shetland
- Kirche des Nazareners

### Pfingstbewegung
- Apostolische Kirche
- Assemblies of God in Great Britain
- Elim Pentecostal Church

### Evangelikale
- Congregational Federation

### Lutheraner
- Lutheran Church in Great Britain, eine polnische Kirchengemeinde in Edinburgh
- Evangelical Lutheran Church of England, eine Kirchengemeinde in East Kilbride
- Evangelische Synode Deutscher Sprache in Großbritannien, drei Kirchengemeinden in Aberdeen, Edinburgh und Glasgow

### Brüderbewegung
- Open Brethren
  - Gospel Hall Brethren
  - Churches of God in Scotland (Needed Truth Brethren)
- Exclusive Brethren

## Apostolische Kirchen und Religionsgemeinschaften

### Neuapostolische Kirche
- New Apostolic Church United Kingdom & Ireland

## Anglikanische Kirche
- Scottish Episcopal Church

## Römisch-katholische Kirche
- Römisch-katholische Kirche in Schottland

## Nichttrinitarier oder Antitrinitarier

### Mormonentum
- Kirche Jesu Christi der Heiligen der Letzten Tage (LDS) in Schottland

### Bibelforscherbewegung
- Zeugen Jehovas

## Dissenter
- Quäker

## Orthodoxe Kirchen
Verschiedenen orthodoxe Kirchen (einschließlich Russische, Griechische und Koptische) hatten bei der Volkszählung 2011 etwa 8.900 Mitglieder.

## Konfessionsübergreifend
- Heilsarmee[1]

## Weitere
- Scottish Christian Alliance, Wohltätigkeitsorganisation
- Scottish Bible Society, Bibelgesellschaft gegründet 1809
- Iona Community, ökumenische Lebensgemeinschaft, gegründet 1938